# Eucherio Sanvitale
Eucherio Sanvitale (Fontanellato, 1516 circa – Avignone, 5 gennaio 1571) è stato un vescovo cattolico italiano, appartenente alla famiglia Sanvitale.

## Biografia

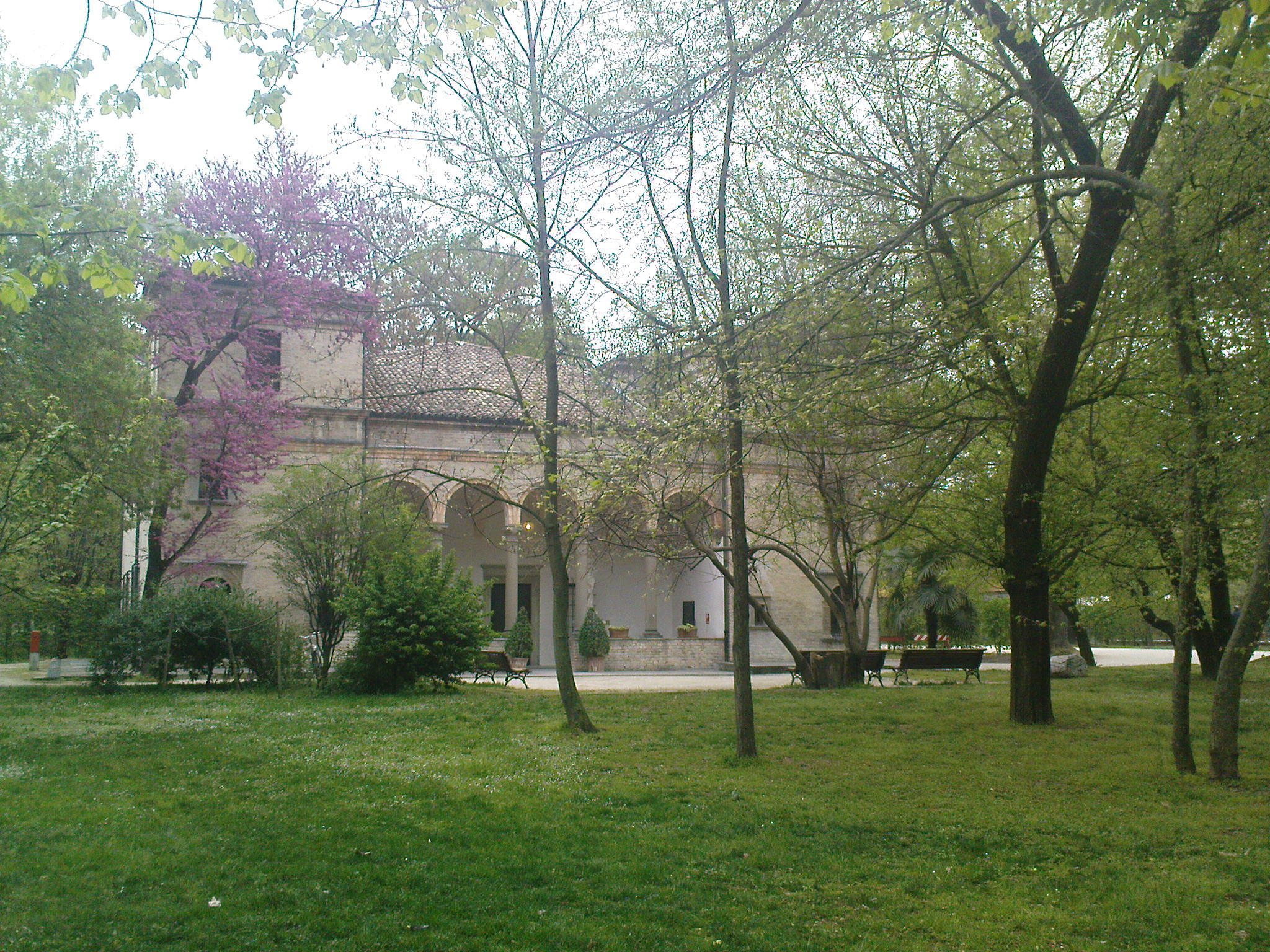
Parma, Palazzetto Eucherio Sanvitale

Figlio primogenito del conte Gian Galeazzo Sanvitale e di Paola Gonzaga, fu nominato canonico nel 1532. Due anni dopo diventò prevosto di Fontanellato, carica che lasciò nel 1545 al fratello Pirro, per poi riprenderla nel 1546 e quindi restituirla al fratello nel 1562. Nel 1556 fu ambasciatore del duca di Parma Ottavio Farnese presso il re di Francia, con il compito di trattare con Carlo V la restituzione di Piacenza, che il Re di Spagna deteneva, al Ducato di Parma.
Ricevette gli ordini sacri nel 1561 e nel 1564 fu nominato vescovo di Viviers, città francese nel dipartimento dell'Ardèche.
I disordini dovuti alle lotte religiose, che agitarono molte parti della Francia in quel periodo, ma particolarmente la diocesi di Viviers, lo indussero a prendere la sua residenza ad Avignone dopo aver nominato Mons. Pierre Verrier suo vicario generale. Morì ad Avignone dopo soli sei anni di dignità vescovile.
A Parma gli è intitolato il palazzetto Eucherio Sanvitale, edificio storico all'interno del Parco Ducale.
Un suo ritratto opera di Pomponio Allegri, figlio di Antonio Allegri detto il Correggio, è conservato nella Galleria nazionale di Parma.